# September 2021
Dit artikel geeft een chronologisch overzicht van de belangrijkste gebeurtenissen per dag in de maand september van het jaar 2021.

## Gebeurtenissen

### 2 september
- Na 39 jaar brengt de Zweedse band ABBA een nieuw album uit. In Stockholm worden de twee nieuwe nummers I Still Have Faith in You en Don't Shut Me Down gepresenteerd. Het album met de titel Voyage wordt uitgebracht op 5 november 2021. Ook wordt bekend dat de band een gelijknamige concertreeks gaat geven in Londen, waar de bandleden in de vorm van hologrammen, zogeheten 'ABBA-tars', te zien zullen zijn.[1][2]
- De ruimterobot Perseverance van de Amerikaanse ruimtevaartorganisatie NASA heeft succesvol een monster genomen van een steen op de planeet Mars. Dit blijkt uit foto's die de robot naar de Aarde heeft gestuurd. Het is nog niet duidelijk of Perseverance het monster heeft weten op te slaan.[3]

### 3 september
- Minister van Medische Zorg Tamara van Ark (VVD) maakt bekend dat ze ontslag neemt vanwege gezondheidsredenen. Ze is het negende bewindspersoon van het kabinet-Rutte III dat hiermee vroegtijdig vertrekt.[4]
- In een supermarkt in Auckland (Nieuw-Zeeland) steekt een man zes mensen neer en wordt daarna doodgeschoten door de politie. Er wordt uitgegaan van een terroristisch motief. De man zou trouw hebben gezworen aan IS.[5]

### 5 september
- Bij ongeluk met een bus op een snelweg in de buurt van de Egyptische stad Suez vallen zeker 12 doden. De bus was op weg van Sharm-el-Sheikh naar de hoofdstad Caïro.[6]
- Militairen plegen een staatsgreep in de Guinese hoofdstad Conakry, waar het paleis van president Alpha Condé wordt aangevallen.[7]
- Na 36 jaar wordt op het circuit van Zandvoort weer een Grand Prix Formule 1 van Nederland verreden. Max Verstappen wint de race.[8]
- De attractie Monsieur Cannibale in de Efteling sluit na 33 jaar om omgebouwd worden tot 'Sirocco', waarin Sinbad de Zeeman een belangrijke rol zal spelen.[9]

### 9 september
- De Amerikaanse president Joe Biden kondigt een coronavaccinatieplicht af voor alle medewerkers van de Amerikaanse federale overheid, evenals voor werknemers van bedrijven en organisaties die zakendoen met de overheid.[10]

### 10 september
- In Libanon wordt na 13 maanden een akkoord bereikt over een nieuwe regering onder leiding van Najib Mikati, nadat de vorige regering onder Hassan Diab was afgetreden naar aanleiding van de explosie in de haven van Beiroet.[11]
- In Denemarken worden alle beperkende maatregelen vanwege COVID-19 geschrapt. In Denemarken wordt ervan uitgegaan dat de ziekte dankzij vaccinatie nu volledig onder controle is.[12]

### 12 september
- Rolstoeltennisster Diede de Groot wint op de US Open en heeft daarmee ook de Golden Slam weten te bereiken. Ze is de eerste rolstoeltennisster die de Golden Slam voltooit.[13]

### 16 september
- De regering van Italië bepaalt dat alle werknemers in de publieke en private sector vanaf 15 oktober een coronatoegangsbewijs moeten hebben om op hun werk te mogen komen. Italië is het eerste Europese land dat een dergelijke coronamaatregel neemt.
- De Verenigde Staten, het Verenigd Koninkrijk en Australië sluiten het AUKUS-verdrag voor verdergaande samenwerking op het gebied van defensie en kunstmatige intelligentie. Onder meer zullen de VS en het VK Australië gaan helpen bij het ontwikkelen van kernonderzeeërs.[14] Het doel is met name om een buffer tegen China te vormen.[15]

### 19 september
- Op het Canarische eiland La Palma barst een vulkaan in de bergketen Cumbre Vieja uit.[16]
- Koning Willem-Alexander onthult het Holocaust Namenmonument in Amsterdam. Het monument bestaat uit 102185 bakstenen met op elk daarvan de naam van een slachtoffer van de Holocaust.[17]

### 20 september
- Bij de universiteit in de Russische stad Perm vindt een schietpartij plaats. Er vallen doden en gewonden.[18]

### 22 september
- Het zuidoosten van Australië wordt getroffen door een aardbeving met een magnitude van 6,0. In Melbourne raken gebouwen beschadigd.[19]

### 26 september
- Bij een referendum in Zwitserland stemt een meerderheid van kiezers voor invoering van het homohuwelijk.[20]
- Bij een treinongeval in de Amerikaanse plaats Joplin (Montana) vallen zeker drie doden.[21]
- Op de Westelijke Jordaanoever schiet het Israëlische leger zeker vier Palestijnen dood. Volgens Israël gaat het om een actie tegen een terreurcel van Hamas.[22]

### 27 september
- Bij een aardbeving op Kreta met een kracht van 6,0 op de schaal van Richter valt een dode. Het epicentrum ligt ca. 23 km ten zuiden van de hoofdstad Heraklion.[23]

### 30 september
- De 25e Bondfilm, No Time To Die, draait nu in de Nederlandse bioscopen. Met een speelduur van 163 minuten is het de langste Bondfilm die tot nu toe gemaakt is.[24]

## Overleden
<< · januari · februari · maart · april · mei · juni · juli · augustus · september · oktober · november · december · >>